# DewesoftX
DewesoftX je programska oprema, ki jo je razvilo podjetje Dewesoft d.o.o. Uporablja se za znanstvene merilne aplikacije, snemanje podatkov iz analognih in digitalnih virov ter za analizo podatkov. DewesoftX je na voljo brezplačno skupaj z instrumenti za zajem podatkov, ki jih proizvaja Dewesoft.

## Zgodovina

### Nastanek
Jure Knez, strojni inženir iz Trbovelj, ki je delal predvsem na področju rotacijskih strojev, zvoka in vibracij je okoli leta 2000 objavil več raziskovalnih člankov, vključno z analizo merilnih signalov iz meritev vibracij na turbogeneratorjih in rotacijsko vedenje parne turbine. Bil je tudi programer, ki je ustvarjal lastno programsko opremo za reševanje inženirskih problemov.[4] V enem izmed svojih projektov je Knez uporabil strojno opremo za zajem podatkov, ki jo je izdelalo podjetje Dewetron GesmbH iz Gradca v Avstriji. Dewetron je proizvajal svojo strojno opremo, ki jo je združeval s programsko opremo za pridobivanje podatkov tretjih oseb. Knez je skupaj s poslovnim partnerjem Andrejem Orožnom, prav tako iz Trbovelj, ustanovil podjetje Dewesoft, ki  je postal strateški partner podjetja Dewetron. Za njihovo strojno opremo so začeli razvijali programsko opremo, ki je nadomestila programsko opremo drugih proizvajalcev.
Na zahtevo direktorjev Dewetrona, Franza Degena in Herberta Wernigga, je Knez leta 2000 odpotoval v pisarno Dewetrona v ZDA, kjer je skupaj s predsednikom Dewetrona ZDA, Grantom Maloyem Smithom, in inženirjem aplikacij, Geraldom Zotzeckom, zasnoval prvo različico programske opreme. Vsi trije so nekaj tednov sodelovali v Charlestownu, sedežu podjetja in vzpostavljali uporabniški vmesnik in načela delovanja nove programske opreme.
Leta 2001 so skupaj izdali prvo komercialno dostopno različico programske opreme za zbiranje podatkov, ki so jo poimenovali Dewesoft 5.0. Programsko opremo je Dewetron prodajal v ZDA, Evropi in Aziji. Gospodarska zbornica Slovenije je Knezu, Smithu in Zotzecku leta 2000 podelila nagrado za tehnično inovacijo za razvoj Dewesofta 5.0.

## Zgodovina različic
Leta 2002 je patentni uradi v ZDA in Evropski uniji patentirali Dewesoft 5.0, kot prvo komercialno dostopno različico programske opreme. Knez in Smith sta s sodelavcem Matijo Tumo napisala članek o razvoju sistemov za zajem podatkov na osnovi osebnega računalnika, ki je bil objavljen v majski številki revije Sound & Vibration Magazine.
Ameriški patentni urad je Knezu izdal dva patenta, ki zajemata ključne vidike programske opreme Dewesoft.
Leta 2003 je izšla nova različica programske opreme imenovana Dewesoft 6.0. Ta je predstavila nove funkcije za avtomobilsko industrijo, telemetrijo in analizo moči. Ena najpomembnejših funkcij je bila programska oprema za vmesnik CAN BUS, ki je omogočala branje digitalnih podatkov neposredno iz elektronskih krmilnih enot vozila. Ta različica je vključevala tudi snemanje podatkov z video kamero in sinhronizacijo z analognimi in digitalnimi podatki. Nova različica je predstavila tudi vmesnik za vesoljsko telemetrijsko kartico PCM, ki je Dewesoftove aplikacije vključila v merjenje vesoljskih plovil in telemetrijo. Omogočala je tudi programska orodja za testiranje in analizo moči. Izboljšani matematični mehanizem je omogočil uporabnikom, da ustvarijo svoje aritmetične in algebrske funkcije.
Leta 2008 je bila izdana programska oprema za zajem podatkov Dewesoft 7.0. Popolnoma je bil prenovljen grafični uporabniški vmesnik, z namenom boljše organizacije in prilagoditve številnih vtičnikov, ki so bili razviti v zadnjih sedmih letih. Dewesoft 7.0 je bila zadnja različica programske opreme, ki je podpirala strojno opremo za pridobivanje podatkov podjetja Dewetron in drugih tretjih oseb. 
Leta 2012 je izšel DewesoftX. Ta različica je podpirala izključno strojno opremo za zajem podatkov blagovne znamke Dewesoft. Kljub temu so bili še vedno podprti nekateri posebni vmesniki drugih proizvajalcev. DewesoftX ni bilo več mogoče kupiti kot izdelka na prodaji, ampak je postal brezplačno vključen v vse sisteme za zajem podatkov, ki jih je proizvajal Dewesoft. 
Leta 2015 je izšel DewesoftX 2. Ta različica je imela predelano kodo za hitrejše izvajanje izračunov in risanje grafik. 
Leta 2017 je bil izdan DewesoftX 3 kot prva 64-bitna različica programske opreme.
26. decembra 2017 je podjetje prejelo ameriški patent 9.853.805, ki zajema številne pomembne vidike programske opreme DewesoftX, vključno s sinhronizacijo in medpomnilniški prenos podatkov.[4]
16. julija 2019 je podjetje prejelo ameriški patent 10.352.733, ki zajema ključne tehnične vidike tehnologije SuperCounter, razvite v programski opremi DewesoftX.
Decembra 2020 je izšel DewesoftX 2020. Imenu programski opremi so uradno dodali »X«, za opis različice pa »2020«. Vmesne izdaje so oštevilčene z dodajanjem pike in celega števila, ki sledi številu, na primer »DewesoftX 2020.1«.
Večji del kode Delphi je bil prepisan v programski jezik C ++, da bi dosegli večjo zmogljivost. 

## Pomembni dogodki
Leta 2003 je Dewesoft skupaj s poslovnim partnerjem Dewetronom igral pomembno vlogo pri zamenjavi zastarelih, papirnatih, snemalnikov podatkov v Kennedyjevem vesoljskem centru. Dewesoftovi inženirji so v tem času delali pri NASI in razvijali vmesnike, ki so omogočali neposreden stik programske opreme s podatki PCM iz vesoljskih plovil in NASA-inem podatkovnim vodilom ScramNet. To delo je opisano tudi v poročilu NASA-e.

## Združljivost z drugo programsko opremo
Podatki, ki jih zajame DewesoftX, se lahko izvozijo v podatkovne formate tretjih oseb za nadaljnjo analizo in arhiviranje. Ti formati vključujejo:
| Ime formata               | Tip datoteke    |
| FlexPro                   | [*.fpd]         |
| Excel®                    | [*.xls]         |
| DIAdem                    | [*.dat]         |
| MatLab®                   | [*.mat]         |
| Universal file format 58  | [*.unv]         |
| FAMOS                     | [*.dat]         |
| Nsoft Time Series         | [*.dac]         |
| Text file                 | [*.txt]         |
| Sony                      | [*.log]         |
| RPC III                   | [*.rsp]         |
| Comtrade                  | [*.cfg]         |
| Technical Data Management | [*.tdm]         |
| JSON                      | [*.json]        |
| ASAM MDF4                 | [*.mf4]         |
| S3                        | [*.s3t]         |
| ATI                       | [*.ati]         |
| HDF5                      | [*.h5]          |
| Dynaworks Neutral File    | [*.nt]          |
| Standard Data File (SDF)  | [*.dat] [*.sdf] |
| WFT                       | [*.wft]         |
| Replay                    | [*.rpl]         |
| Wave                      | [*.wav]         |
| Google Earth              | [*.kml]         |
| BWF                       | [*.dat]         |